# Курт Вимер
Курт Вимер (енгл. Kurt Wimmer; САД, 9. март 1964) амерички је сценариста, филмски продуцент и филмски режисер.

## Биографија
Ишао је на Универзитет Јужне Флориде и постао BFA у историји уметности. Потом се преселио у Лос Анђелес где је радио 12 година као сценариста; потом је снимио свој најпознатији филм, Еквилибријум из 2002. године. У бројним интервјуима наводи Еквилибријум као свој режисерски деби и први филм уопште, у којем је такође играо камео улогу као један од фикцијских ган ката бораца; међутим, његов стварни режисерски деби била је акција из 1995. по именом Правда за једног човека, са Брајаном Бозвортом и Брусом Пејном.

## Филмографија
| Год. | Изворни наслов          | Приписано као | Приписано као | Приписано као | Приписано као | Напомене                                |
| Год. | Изворни наслов          | Режисер       | Продуцент     | Сценариста    | Глумац        | Напомене                                |
| ---- | ----------------------- | ------------- | ------------- | ------------- | ------------- | --------------------------------------- |
| 1995 | One Tough Bastard       | Да            | Не            | Не            | Не            |                                         |
| 1998 | Sphere                  | Не            | Не            | Да            | Не            | адаптација према роману Мајкла Крајтона |
| 1999 | The Thomas Crown Affair | Не            | Не            | Да            | Не            |                                         |
| 2002 | Equilibrium             | Да            | Не            | Да            | Да            | камео улога: побуњеник                  |
| 2003 | The Recruit             | Не            | Не            | Да            | Не            |                                         |
| 2006 | Ultraviolet             | Да            | Не            | Да            | Да            | камео улога: хемофаг                    |
| 2008 | Street Kings            | Не            | Не            | Да            | Не            |                                         |
| 2009 | Law Abiding Citizen     | Не            | Да            | Да            | Не            |                                         |
| 2010 | Salt                    | Не            | Не            | Да            | Не            |                                         |
| 2012 | Total Recall            | Не            | Не            | Да            | Не            |                                         |
| 2015 | Point Break             | Не            | Да            | Да            | Не            |                                         |
| —    | Salt 2                  | Не            | Не            | Да            | Не            | замењен са Беки Џонстон; угашено        |